# Schlacht von Mauron
Die Schlacht von Mauron wurde am 14. August 1352 zwischen anglo-bretonischen und franko-bretonischen Truppen geschlagen und war Teil des Bretonischen Erbfolgekriegs im Hundertjährigen Krieg.

## Vorgeschichte
Nach dem Tod von Jean III., dem Herzog der Bretagne, im Jahre 1341 erhoben sowohl sein Halbbruder Jean Montfort als auch Charles Blois, als Ehemann seiner Nichte Johanna von Dreux, Anspruch auf die Nachfolge. Während Blois vom französischen König Philipp VI. bestätigt wurde, erhielt Montfort vom englischen König Edward III. die Zusage, ihn bei der Durchsetzung seiner Ansprüche zu unterstützen, wenn er Edward dafür als Lehnsherr und rechtmäßigen König von Frankreich anerkenne. Der zunächst regionale Streit um ein französisches Lehen wurde auf diese Weise bald für die übergeordnete Auseinandersetzung des Hundertjährigen Krieges zwischen England und Frankreich um den französischen Thron instrumentalisiert.
Nachdem Jean Montfort zunächst weite Teile der Bretagne unter seine Kontrolle gebracht hatte, unterlag er im November 1341 in der Schlacht bei Champtoceaux dem franko-bretonischen Heer von Charles Blois. Blois nahm Montfort gefangen und besetzte in den folgenden Monaten fast die gesamte Bretagne. Ab August 1342 landeten in Brest die ersten englischen Truppen und konnten die vollständige Niederlage des Hauses Montfort gerade noch abwenden. In den folgenden Jahren kam es immer wieder zu blutigen Scharmützeln auf beiden Seiten sowie zu einigen größeren Schlachten (Morlaix, Saint-Pol-de-Léon, La Roche-Derrien) mit wechselndem Kriegsglück.
1352 schließlich entsandte der französische König (mittlerweile Jean II.) eine große Armee unter dem Kommando von Guy II. de Nesle in die Bretagne, um die in der Vergangenheit an die anglo-bretonische Allianz verloren gegangenen Gebiete wieder zurückzuerobern. Nachdem diese Armee Rennes und die umliegenden Gebiete unter ihre Kontrolle gebracht hatte, sollte sie als Nächstes die Burg von Ploërmel einnehmen. Der englische Befehlshaber Sir Walter Bentley und der bretonische Kommandant Tanneguy I. du Chastel sammelten eiligst Truppen, um die vorrückende Armee abzufangen.

## Schlachtverlauf
Die beiden Armeen trafen bei Brambily (heute Saint-Léry) in der Nähe der Burg Mauron aufeinander. Die anglo-bretonischen Truppen umfassten ca. 2000 Mann, während Guy de Nesle etwa 5000 Soldaten ins Feld führte.
In einem schnellen Vorstoß besetzte Walter Bentley mit seinen Truppen eine Verteidigungsposition auf einem Hügel vor einer Hecke. Seine Truppen ließ er Fuß in einer Linie aufstellen. Die Langbogenschützen wurden vermutlich zur Sicherung an den Flanken postiert. Auch wenn die Hecke Bentleys Truppe einen gewissen Schutz vor Angriffen in ihren Rücken bot, war die Stellung insgesamt doch relativ offen und alles andere als optimal. Nachdem Guy de Nesle an Bentley eine Aufforderung zur Kapitulation übersandt hatte, die dieser ablehnte, griff die franko-bretonische Armee gegen Nachmittag an. Vermutlich nahmen sie an, dass die Verteidigungsposition zu schwach war und aufgrund ihrer eigenen zahlenmäßigen Überlegenheit überwunden werden könne.
Zunächst griff ein Teil der franko-bretonischen Kavallerie die Langbogenschützen an einem der beiden Flügel an und brachte Bentleys Truppen so schreckliche Verluste bei, dass einige der Schützen die Flucht ergriffen. Insgesamt gelang es aber, den vollständigen Zusammenbruch zu verhindern und die Kavallerie zumindest zu binden. Alle verbliebenen Truppen ließ Guy de Nesle zu Fuß gegen das Zentrum von Bentleys Armee vorgehen. Die Kämpfe wurden mit großer Härte geführt und mehrfach schienen die anglo-bretonischen Linien, die bis dicht an die hinter ihnen liegende Hecke zurückgedrängt wurden, zu brechen. Schließlich wandten sich zwei größere Gruppen von de Nesles Armee aus unbekanntem Grund zur Flucht. Schon bald ergriff Panik die gesamte franko-bretonische Armee und ihr Angriff brach zusammen. 
Lange Zeit hatte es so ausgesehen, als ob es nur eine Frage der Zeit sei, bis Bentleys Truppen unterliegen mussten. Letztlich hatten sie den Sieg davongetragen, wenngleich denkbar knapp.

## Folgen
Unter den mindestens 600 Gefallenen auf franko-bretonischer Seite war auch der Befehlshaber Guy de Nesle. Insbesondere der zum Haus Blois stehende bretonische Adel verlor viele Ritter und wurde in der Schlacht schwer getroffen. Unter den toten französischen Rittern waren allein 89 Mitglieder des Sternordens, die geschworen hatten, sich nie aus einer Schlacht zurückzuziehen. Weitere 160 französische Ritter und Adelige wurden gefangen genommen und brachten den Siegern in der Folge hohe Lösegeldsummen ein. Aber auch die anglo-bretonischen Truppen hatten 600 Gefallene zu beklagen. Wie knapp der Sieg Bentleys gewesen war, zeigt sich daran, dass dieser zum einen nach der Schlacht dreißig geflohene Langbogenschützen als Exempel hinrichten ließ. Zum anderen sandte er bald ein Schreiben nach England, in dem er dringend um weiteren Truppennachschub bat, um die erlittenen Verluste wettmachen zu können und eine ausreichende Garnison in der Bretagne sicherzustellen.
Durch diesen Sieg wurde der Status quo der kontrollierten Gebiete in der Bretagne zunächst nur bestätigt. Der franko-bretonischen Seite war es nicht gelungen, die Situation zu ihren Gunsten zu ändern. Insbesondere die Verluste unter dem dem Haus Blois treuen bretonischen Adel sollten sich als verheerend herausstellen.